# Ohio University

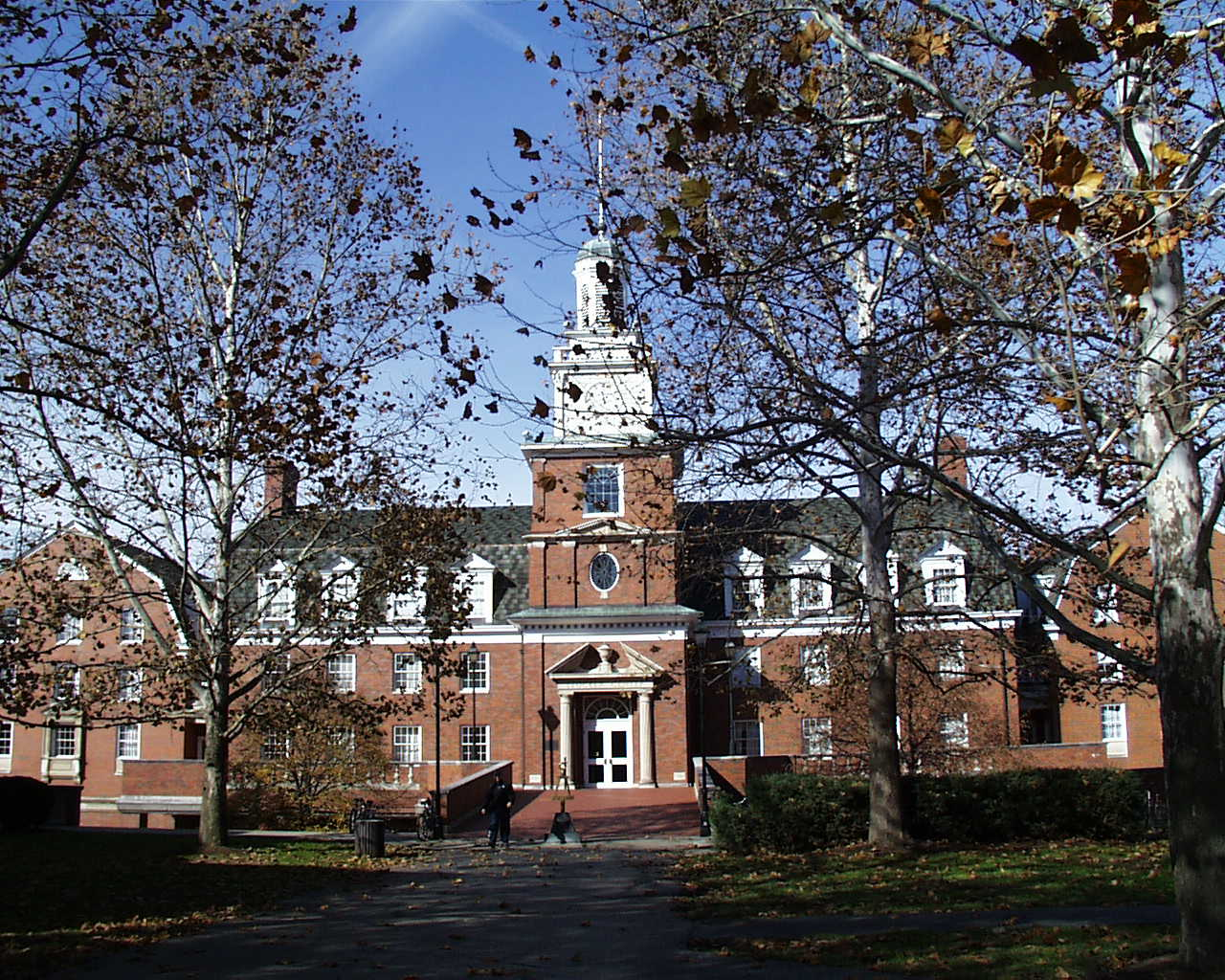
Das Stocker Center der OU

Die Ohio University (OU) ist eine öffentliche Universität in Athens (Ohio) mit einer Fläche von 7,3 km² und knapp 20.000 Studenten auf dem Hauptcampus. Daneben hat sie fünf weitere Anlagen in St. Clairsville, Zanesville, Lancaster, Ironton und Chillicothe, wo über 8000 Studenten studieren.
Die 1804 gegründete Universität ist die älteste in Ohio und hat die Farben jagdgrün und weiß. Ihr Maskottchen ist der Rotluchs (engl: Bobcat) und ihr Motto „Religio Doctrina Civilitas, Prae Omnibus Virtus“.

## Geschichte
1787 wurde aufgrund der Besiedelung des Nordwestterritoriums und einer möglichen Staatsgründung auf diesem Gebiet vom Kontinentalkongress der Aufbau von Bildungseinrichtungen gefordert. 1797 wählten den Hocking River entlangziehende Siedler aus Marietta Athens als den Standort der späteren Ohio University, da dieser Ort genau zwischen Chillicothe, Ohios ursprünglicher Hauptstadt, und ihrem Heimatort liegt.
Ein Jahr nach dem Beitritt Ohios zu den USA wurde am 18. Februar 1804 die Ohio University unter dem Namen American Western University gegründet. Die ersten drei Studenten schrieben sich allerdings erst 1808 ein.

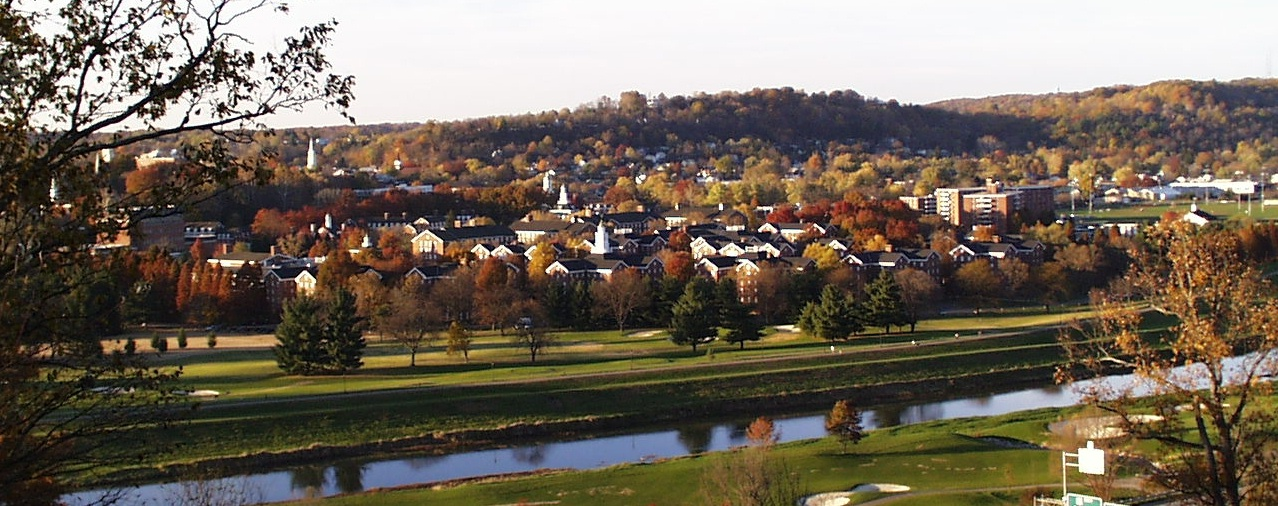
Blick über den Campus der Universität

## Organisation
Neben dem Hauptcampus in Athens gibt es regionale Standorte in St. Clairsville (Eastern), Zanesville, Lancaster, Ironton (Southern) und Chillicothe.

### Fakultäten
- Gesundheit und Human Sciences
- Ingenieurwissenschaften und Technologie (Russ College of Engineering and Technology)
- Kommunikationswissenschaften (Scripps College of Communication)
- Künste und Wissenschaften
- Osteopathische Medizin
- Pädagogik
- Bildende Kunst
- Wirtschaftswissenschaften
- Honors College
- Center for International Studies
- University College

### Weitere Einrichtungen
Neben der 2,4 Millionen gebundene Bücher enthaltenden Bibliothek gibt es an der Universität die von Studenten geschriebene Zeitung The Post sowie den eigenen Radio- und TV-Sender namens WOUB (wobei das OUB für Ohio University Bobcats steht), die von den Anstalten PBS und NPR unterstützt werden.

## Sport
Die Sportteams der Ohio University sind die Bobcats. Die Hochschule ist Mitglied der Mid-American Conference (Division East).

## Bekannte Absolventen
Zu den bekanntesten Studenten der Ohio University gehören:
- Richard Dean Anderson, Schauspieler, bekannt als Angus MacGyver
- Samuel Bigger, Gouverneur von Indiana (1840–1843)
- Nancy Cartwright, die englische Synchronstimme von Bart Simpson
- Thomas Ewing, republikanisches Kabinettsmitglied unter mehreren US-Präsidenten
- Steven Esterkamp, Basketballspieler
- Patrick Flomo, Basketballspieler
- William Nicholas Hailmann, Pädagoge und Begründer der Kindergärten in den USA
- Jenny Holzer, Künstlerin
- John Michael Krois, Philosoph und Herausgeber der Werke und nachgelassenen Schriften von Ernst Cassirer
- Ed O’Neill, Schauspieler, bekannt als Al Bundy in Eine schrecklich nette Familie
- Chris Parks, Wrestler; besser bekannt seinem aktuellen Ringnamen, Abyss
- Jane Reichhold (1937–2016), US-amerikanische Objektkünstlerin und Haiku-Poetin
- Edward J. Roye, Präsident Liberias (1870–1871)
- George Voinovich, Gouverneur von Ohio (1991–1998), republikanischer Senator (1999–2011)
- Piper Perabo, Schauspielerin